# 宋涛 (外交官)
宋涛（1955年4月—），汉族，江苏宿迁人；福建师范大学政治经济学专业毕业，经济学博士学位，高级工程师。中华人民共和国外交官，现任中共中央台湾工作办公室主任、国务院台湾事务办公室主任，以及第十四屆全國政協常務委員。1975年9月加入中国共产党，是中共第十九届中央委员。曾先后担任驻印度共和国大使馆参赞，驻圭亚那合作共和国、驻菲律宾共和国特命全权大使、外交部纪委书记、中央外事工作领导小组办公室常务副主任、中共中央对外联络部部长。

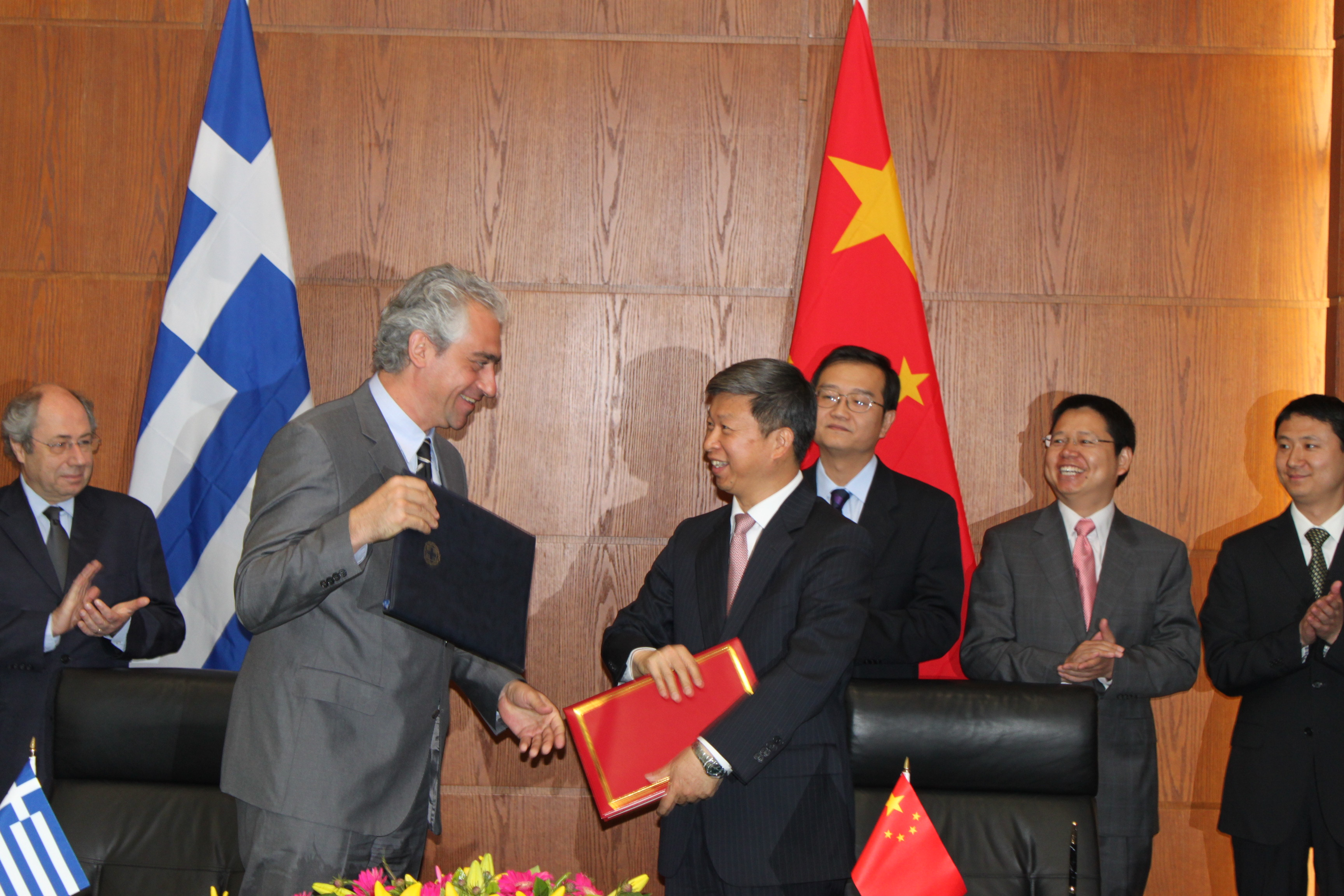
宋濤會見訪華的希臘外交部副部長斯佩托斯·庫威利斯

宋涛於1973年3月起到福建省沙县插队劳动，1978年至2001年一直在福建工作，被广泛认为是中共中央总书记习近平閩江新軍的一员，被視為習的親信之一。

## 经历

### 福建省
中学毕业后，宋涛响应号召，于1973年3月起到福建省沙县插队劳动。1978年至2001年，一直在福建工作；曾历任福建林学院系副主任、组织部长，福建省轻工业研究所所长，中共福建省罗源县委副书记，福建省轻纺工业总公司总经理助理、福建省国际信托投资公司副总裁；其间于1988年9月至1991年8月赴澳大利亚莫纳什大学学习。

### 外交部
2001年，通过中共中央组织部、外交部首次公开选拔高级外交官，进入外交系统工作，并任中华人民共和国驻印度共和国大使馆参赞。
2002年3月，任驻圭亚那合作共和国特命全权大使。
2004年9月，任外交部国外工作局局长。
2007年9月，任驻菲律宾共和国特命全权大使。
2008年8月，升任外交部纪委书记、党委委员；2011年9月，任外交部副部长。

### 外事办
2013年11月，调任中央外事工作领导小组办公室副主任；2014年9月，任中央外事工作領導小組辦公室常务副主任（正部长级）。

### 中联部
2015年11月，接替王家瑞，任中共中央对外联络部部长。
宋涛多次作为中共中央总书记习近平的特使出访，进行政党间交流，尤其是朝鲜、越南、古巴等社会主义国家。2021年5月18日，他出席以视频方式举行的中国云南省与越南老街、河江、莱州、奠边四省省委书记年度会晤机制第一次会议。
2022年6月2日，67歲的宋涛不再担任中共中央对外联络部部长。2022年6月22日，被增补为第十三届全国政协委员、全国政协教科卫体委员会副主任。

### 中台办
2022年12月29日，被任命为中共中央台湾工作办公室、国务院台湾事务办公室主任。

2023年1月17日，宋涛当选为第十四届全国政协委员。
2023年3月30日，宋涛在武汉会见中国国民党前主席马英九。
2024年4月1日，宋涛在深圳五洲宾馆会见中国国民党前主席马英九。

## 荣誉

### 外国勋章奖章
- 英雄大十字勋章（英语：Order of Sikatuna）（菲律宾，2008年10月15日于菲律宾总统府颁发[14]）
- 柬埔寨王家大十字勋章（柬埔寨，2018年8月30日于金边首相府和平大厦颁发[15]）
- 卓越新月勋章（巴基斯坦，2020年11月19日于北京钓鱼台国宾馆颁发[16][17]）